# گیبرالتار (میشیگان)
گیبرالتار، میشیگان (به انگلیسی: Gibraltar, Michigan) یک شهر در ایالات متحده آمریکا با جمعیت ۴٬۶۵۶ نفر است که در میشیگان واقع شده‌است.